# Gadolinit

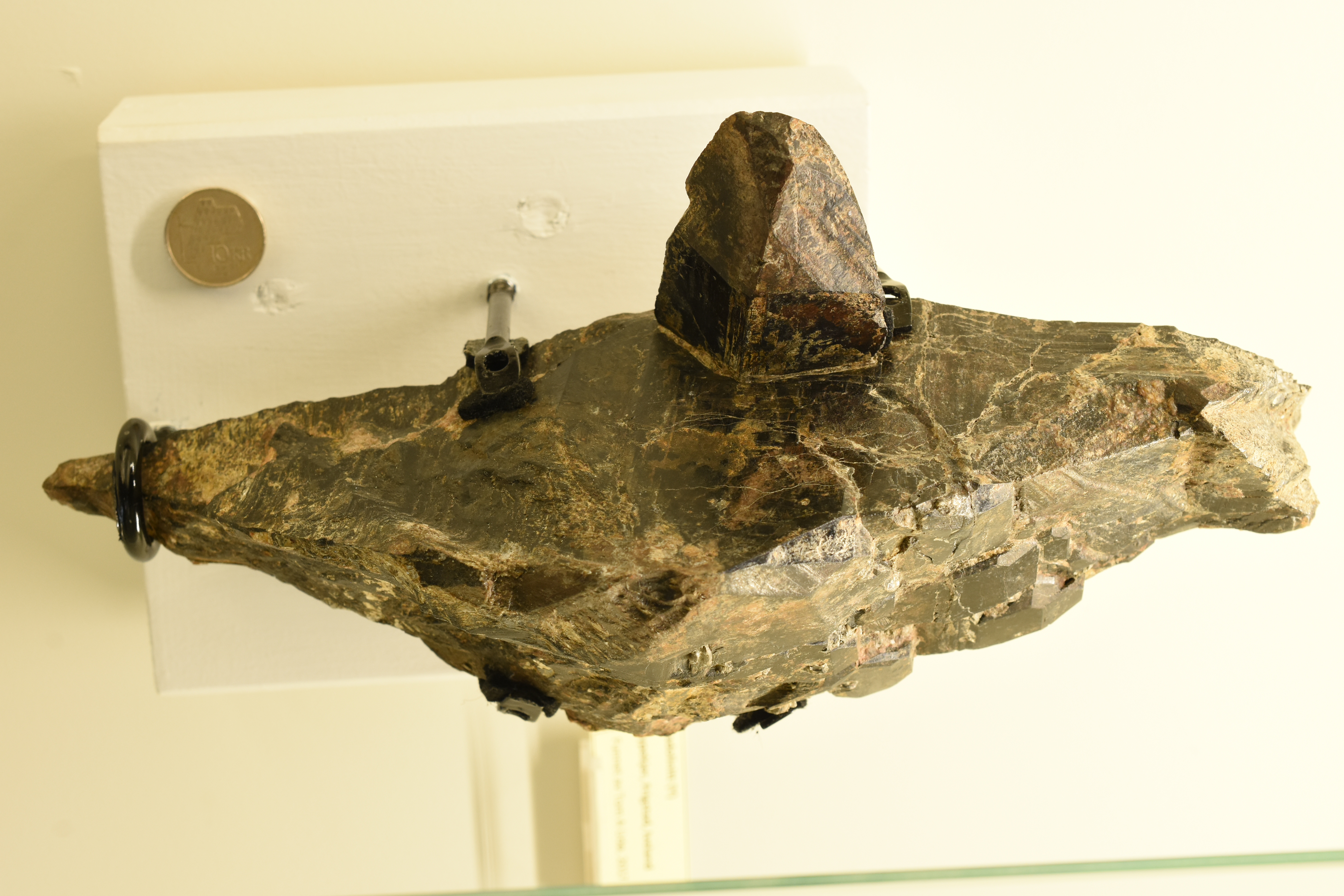
Gadolinitkristall in Matrix aus Frikstad, Iveland, Norwegen

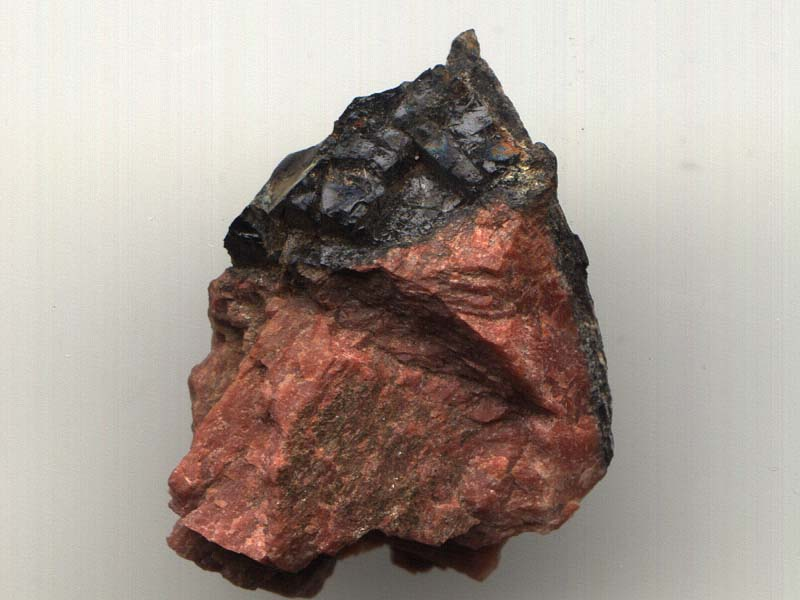
Derbes Gadolinit-Aggregat, ausgestellt im Mineralmuseum Montana, USA

Gadolinit ist eine Kurz- und Sammelbezeichnung für die drei von der International Mineralogical Association (IMA) anerkannten Minerale Gadolinit-(Ce), Gadolinit-(Nd) und Gadolinit-(Y) aus der Abteilung der Inselsilikate innerhalb der Mineralklasse der „Silikate und Germanate“. Die drei Minerale enthalten mit Cer, Neodym und Yttrium als namensgebenden Bestandteil Elemente der sogenannten Metalle der Seltenen Erden und bilden eine vollkommene Mischreihe, deren Mischkristalle unterschiedlicher Zusammensetzung allgemein als Gadolinit bezeichnet werden.
Die jeweils idealisierte chemische Zusammensetzung der theoretischen Endglieder lautet:
- Gadolinit-(Ce) – Ce2Fe2+Be2O2(SiO4)2[1]
- Gadolinit-(Nd) – Nd2Fe2+Be2O2(SiO4)2[1]
- Gadolinit-(Y)  –  Y2Fe2+Be2O2(SiO4)2[1]

Die Gitterplätze des Cer sind allerdings nicht nur größtenteils durch Yttrium, sondern oft auch durch andere Metalle der Seltenen Erden besetzt. Die chemische Zusammensetzung muss also genauer mit (Ce,SEE)2Fe2+Be2O2(SiO4)2 bzw. (Y,SEE)2Fe2+Be2O2(SiO4)2 angegeben werden.
Gadolinit kristallisiert im monoklinen Kristallsystem und findet sich meist eingewachsenen als unvollkommen ausgebildete Kristalle mit matten Oberflächen oder in Form derber, brüchiger Massen. Frische Bruchflächen weisen einen fettartigen Glasglanz auf.
Im Allgemeinen ist Gadolinit undurchsichtig. Kleine Kristalle oder dünne Schichten können aber auch nahezu durchsichtig sein. Seine Farbe variiert von Grünlichschwarz bis Schwarz und Braun. Dünne Schichten sind eher grasgrün bis olivgrün. Seine Strichfarbe ist dagegen eher weiß bis grünlichgrau.

## Etymologie und Geschichte

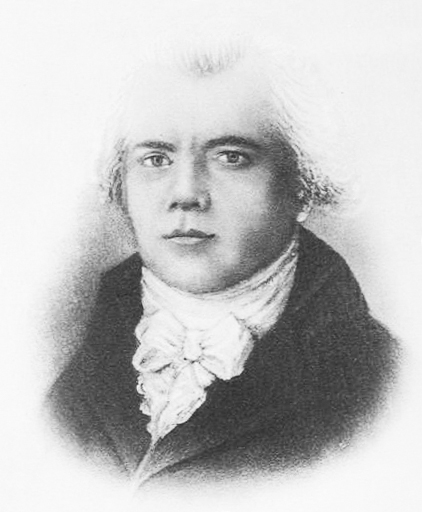
Johan Gadolin, etwa 1779

Die ursprüngliche Bezeichnung von Gadolinit war Ytterbit nach der ersten Fundstelle in der Grube Ytterby bei Resarö in der schwedischen Gemeinde Vaxholm. Erstmals beschrieben wurde Gadolinit 1800 durch Martin Heinrich Klaproth, der das Mineral zu Ehren von Johan Gadolin (1760–1852) benannte, einem finnischen Chemiker und Mineralogen, der unter anderem das Element Yttrium entdeckte.
Im Zuge der Definition des Verfahrens zur Anerkennung neuer Minerale und Mineralnamen sowie der Leitlinien für die Mineral-Nomenklatur unter Beteiligung der International-Mineralogical-Association-Kommission für neue Minerale, Mineralnamen und Klassifikation (englisch Commission on new Minerals, Nomenclature and Classification; IMA/CNMNC) 1987 wurde unter anderem auch Gadolinit umbenannt in Gadolinit-(Y). Da dies gleichzeitig eine Anerkennung des bisher als Gadolinit bekannten Minerals darstellte, wird Gadolinit-(Y) seitdem in der „Liste der Minerale und Mineralnamen“ der IMA unter der Summenanerkennung 1987 s.p. geführt. Auch der Mineralname des erstmals 1978 durch Tom Victor Segalstad, Alf Olav Larsen aus der Typlokalität Buer nahe Skien in der norwegischen Provinz Telemark beschriebenen Gadolinit-(Ce) wurde in der IMA-Publikation von 1987 noch einmal bestätigt und trägt daher die gleiche Summenanerkennung 1987 s.p.
Gadolinit-(Nd) wurde erstmals durch Radek Škoda*, Jakub Plášil, Renata Čopjaková, Milan Novák, Erik Jonsson, Michaela Vašinová Galiová und Dan Holtstam beschrieben und 2016 von der IMA unter der Eingangsnummer 2016-013 als eigenständige Mineralart anerkannt.

## Klassifikation
In der veralteten 8. Auflage der Mineralsystematik nach Strunz gehörte der hier noch als ein Mineral angesehene Gadolinit zur Mineralklasse der „Silikate“ und dort zur Abteilung „Neso-Subsilikate“, wo er zusammen mit Datolith und Homilit sowie den inzwischen diskreditierten Mineralen Bakerit und Calciogadolinit in der Gruppe „Datolith-Gruppe“ mit der Systemnummer VIII/A’.12 steht.
In der zuletzt 2018 überarbeiteten Lapis-Systematik nach Stefan Weiß, die formal auf der alten Systematik von Karl Hugo Strunz in der 8. Auflage basiert, erhielten Gadolinit-(Ce), Gadolinit-(Nd) und Gadolinit-(Y) die System- und Mineralnummern VIII/B.29-060, VIII/B.29-064 und VIII/B.29-050. Dies entspricht der Klasse der neu definierten Abteilung „Inselsilikate mit tetraederfremden Anionen“, wo die drei Gadolinite zusammen mit Datolith die „Datolith-Gadolinit-Gruppe“ mit der Systemnummer VIII/B.29 und den weiteren Mitgliedern Bakerit, Calcybeborosilit-(Y), Hingganit-(Ce), Hingganit-(Y), Hingganit-(Yb), Homilit und Minasgeraisit-(Y) bilden.
Die von der IMA zuletzt 2009 aktualisierte 9. Auflage der Strunz’schen Mineralsystematik ordnet die Gadolinite ebenfalls in die Abteilung der „Inselsilikate (Nesosilikate)“ ein. Diese ist allerdings weiter unterteilt nach der Kristallstruktur, so dass die drei Minerale entsprechend ihrem Aufbau in der Unterabteilung „Inselsilikate mit BO3-Dreiecken und/oder B[4], Be[4]-Tetraedern, eckenteilend mit SiO4“ zu finden sind, wo sie zusammen mit Bakerit, Calcybeborosilit-(Y), Datolith, Hingganit-(Ce), Hingganit-(Y), Hingganit-(Yb), Homilit, Melanocerit-(Ce) und Minasgeraisit-(Y) die „Datolithgruppe“ mit der Systemnummer 9.AJ.20 bildet.
In der vorwiegend im englischen Sprachraum gebräuchlichen Systematik der Minerale nach Dana hat Gadolinit-(Ce) die System- und Mineralnummer 54.02.01b.02 und Gadolinit-(Y) die Nummer 54.02.01b.03 (Gadolinit-(Nd) ist hier noch nicht verzeichnet). Dies entspricht ebenfalls der Klasse der „Silikate“ und dort in die Abteilung der „Inselsilikate: Borosilikate und einige Beryllosilikate mit (BO3)“. Hier sind die beiden zusammen mit Bakerit, Calciogadolinit, Homilit und Minasgeraisit-(Y) in der „Datolithgruppe (Homilit-Reihe)“ mit der Systemnummer 54.02.01b innerhalb der Unterabteilung „Inselsilkate: Borosilikate und einige Beryllosilikate mit B in [4]-Koordination“ zu finden.

## Kristallstruktur
Alle drei Minerale kristallisieren monoklin in der Raumgruppe P21/c (Raumgruppen-Nr. 14), allerdings mit leicht unterschiedlichen Gitterparametern:
- Gadolinite-(Y): a = 4,77 Å; b = 7,56 Å; c = 10,00 Å und β = 90,3° sowie 2 Formeleinheiten pro Elementarzelle.[8]
- Gadolinite-(Ce): a = 4,82 Å; b = 7,58 Å; c = 10,01 Å und β = 90,5° sowie 2 Formeleinheiten pro Elementarzelle.[6]
- Gadolinite-(Nd): a = 4,8216 Å; b = 7,6985 Å; c = 10,1362 Å und β = 90,234° sowie 2 Formeleinheiten pro Elementarzelle.[8]

Als Inselsilikat besteht die Struktur der drei Minerale aus isolierten Silikat-Tetraedern, deren Sauerstoff-Ecken mit je einem Eisen- und einem der Selten-Erd-Element-Ionen verbunden sind. In den Lücken zwischen den Tetraedern sind die Berylliumionen eingebettet.
Zur besseren Darstellung der kristallchemischen Struktur kann die Formel aber auch mit (Ce,SEE)2Fe2+Be2[4]O2[O|SiO4]2 bzw. (Y,SEE)2Fe2+Be2[4]O2[O|SiO4]2 angegeben werden. Diese besagt, dass die Beryllium-Kationen jeweils von vier Sauerstoff-Ionen umgeben, d. h. vierfach koordiniert sind. Der innerhalb der eckigen Klammern vom SiO4-Tetraeder abgeteilte Sauerstoff besagt, dass dieser Teil allein an die vor die eckige Klammer gesetzten Kationen gebunden ist, während der Sauerstoff der SiO4-Tetraeder sowohl an die Kationen als auch an Silicium gebunden ist.

## Eigenschaften

### Chemische Eigenschaften
Von Salzsäure wird er unter Gallertbildung zersetzt.

### Physikalische Eigenschaften
Gadolinit enthält oft auch als weitere Beimengung Thorium (Th), ein radioaktives Element aus der Gruppe der Actinoide. Die Einlagerung von Thorium sorgt nicht nur dafür, dass der Gadolinit zu einem radioaktiven α-Strahler wird, sondern zerstört auch im Laufe der Zeit das Kristallgitter. Er „isotropisiert“ und wird zu einem amorphen Metamikt. Aufgrund der radioaktiven Strahlung und der daraus resultierenden Zerstörung der Kristallstruktur färbt sich das Mineral schließlich schwarz und wird undurchsichtig. Beim Erhitzen z. B. vor dem Lötrohr kann dieser Vorgang rückgängig gemacht werden. Metamikter, isotroper Gadolinit „verglimmt“ unter Wärmeentwicklung, rekristallisiert und wird anisotrop.
Mit einer Mohshärte von 6,5 bis 7 gehört Gadolinit noch zu den mittelharten Mineralen und kann gerade noch mit dem Referenzmineral Quarz (Härte 7) geritzt werden. Zudem sind Gadolinite spröde und bricht muschelig bis splittrig wie Glas.
Aufgrund der bei isotropisierten Gadoliniten gemessene Dichte von 4 bis 4,7 g/cm3 gehören diese zu den leichtesten der isotropisierten schwarzen Minerale.

## Varietäten
Als Tengerit (auch Ytterit oder Lokkait) wird ein Umwandlungsprodukt von Gadolinit aus der Grube Ytterby in der schwedischen Gemeinde Vaxholm und Hundholmen (Narvik) im norwegischen Fylke Nordland bezeichnet.

## Bildung und Fundorte
Gadolinite bilden sich durch Kontaktmetamorphose in Syenit-Pegmatit-Adern zwischen Basalt und Monzonit bzw. in alkalischen Granit-Pegmatiten. Als Begleitminerale treten unter anderem Aegirin, Albit, Allanit, Apatit, Apophyllit, Biotit, Calcit, Chevkinit, Fluorit, Fergusonit, Helvin, Loparit, Magnetit, Mikroklin, Molybdänit, Prochlor, Pyrophanit, Quarz, Titanit, Yttrialith-(Y), Zirkon.
In Deutschland fand man Gadolinit-(Ce) bisher nur in einem Gabbro-Steinbruch im Radautal bei Bad Harzburg in Niedersachsen.
Auch in Österreich kennt man Gadolinit-(Ce) bisher nur von einem Fundort, einer Smaragd-Lagerstätte im Leckbachgraben am Nasenkopf im Habachtal in den Salzburger Hohen Tauern. Daneben fand man aber noch Gadolinit-(Y) in zwei Aufschlüssen bei Böckstein im Gasteiner Tal (Salzburg) und in der Oberschrammacherscharte im Tiroler Zillertal.
Dänische Fundorte waren der Steinbruch Dalegård (dänisch Dalegård Stenbrud; Fundort durch illegale Abbau von Sammlern zerstört) und der Granitsteinbruch Vang (dänisch Vang Granitbrud) mit sogenannten „Gadolinit-Sonnen“ auf der dänischen Insel Bornholm.
In der Schweiz kennt man zudem Gadolinit-(Y) von mehreren Fundorten im Val Nalps in der Gemeinde Tujetsch im Kanton Graubünden, aus dem Val Bedretto und nahe dem Kreis Carona im Kanton Tessin sowie von mehreren Fundorten im Binntal im Kanton Wallis.
Weitere Fundorte für Gadolinit-(Ce) und Gadolinit-(Y) liegen unter anderem in Argentinien, Australien, China, Finnland, Frankreich, Italien, Japan, Kanada, Kasachstan, Malawi, der Mongolei, Norwegen, Pakistan, Polen, Portugal, Russland, Schweden, der Schweiz, Spanien, Südafrika, Südkorea, Tadschikistan, Ungarn, im Vereinigten Königreich (Großbritannien) und den Vereinigten Staaten (USA).
Gadolinit-(Nd) ist bisher nur von seiner Typlokalität, dem Bergwerk Malmkärra in der Gemeinde Norberg in der schwedischen Provinz Västmanlands län, bekannt.

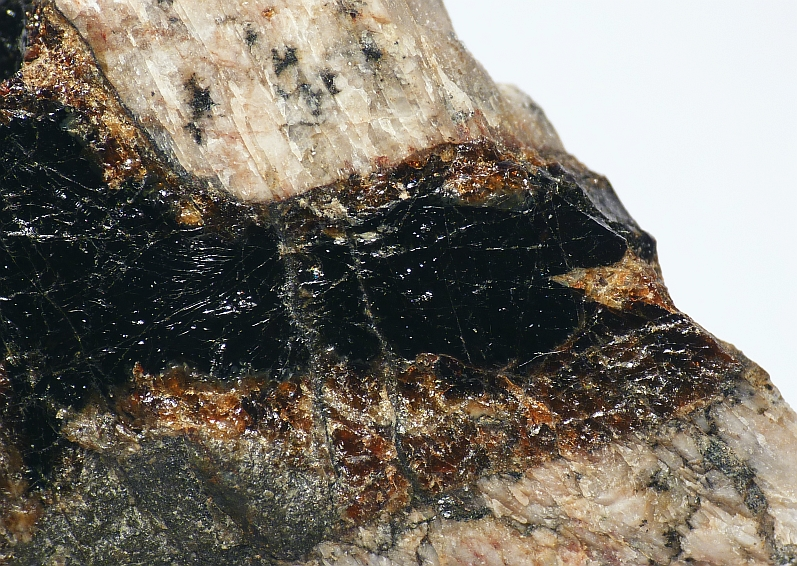
Gadolinit-(Y) aus Tvedestrand, Norwegen (Sichtfeld 2 cm)
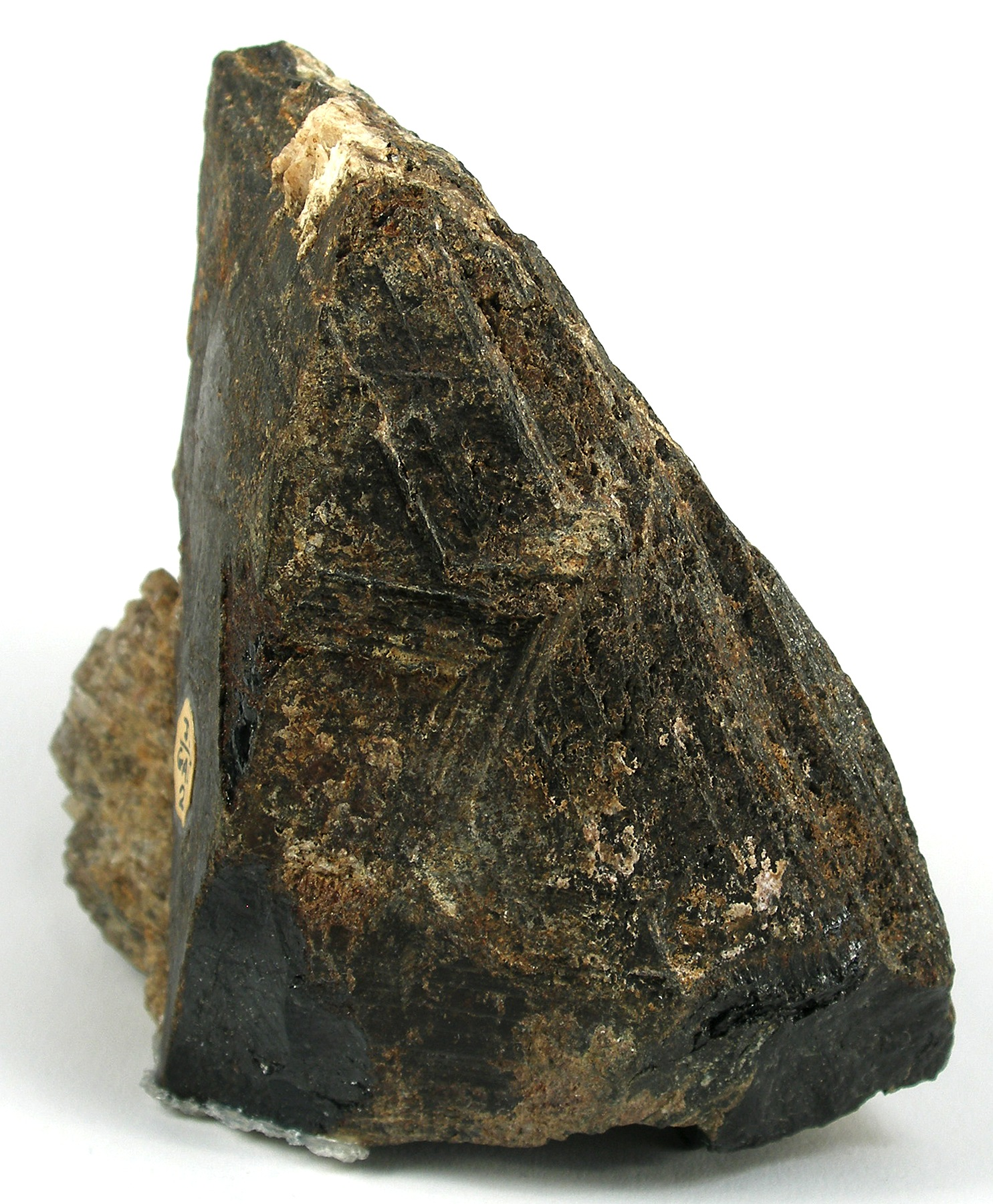
Gadolinit-(Ce) aus Frigstad, Aust-Agder, Norwegen (Größe: 8,2 × 7,1 × 5,2 cm)
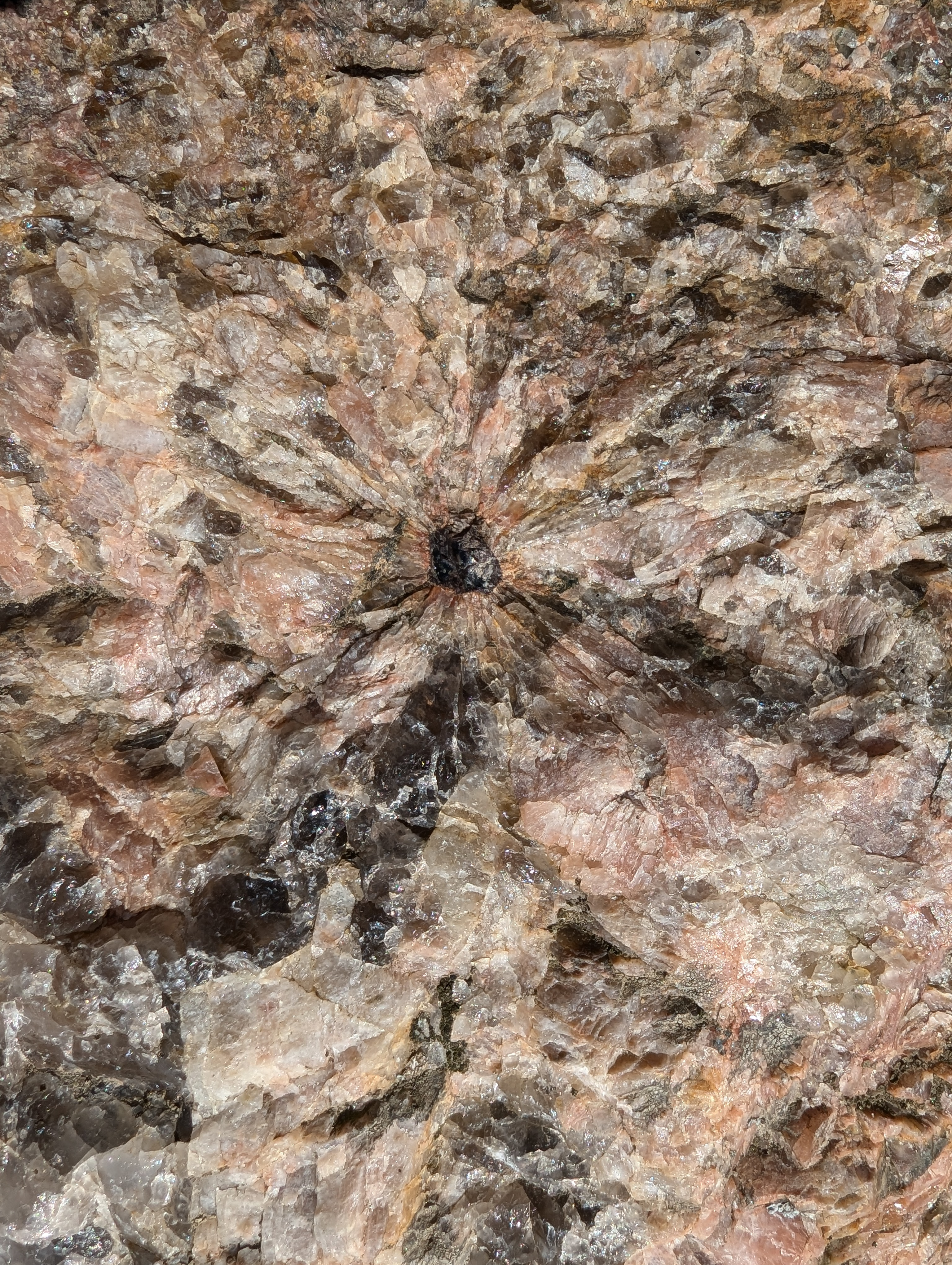
„Gadolinit-Sonne“ in einem Pegmatitgang im Vang-Granit

## Verwendung

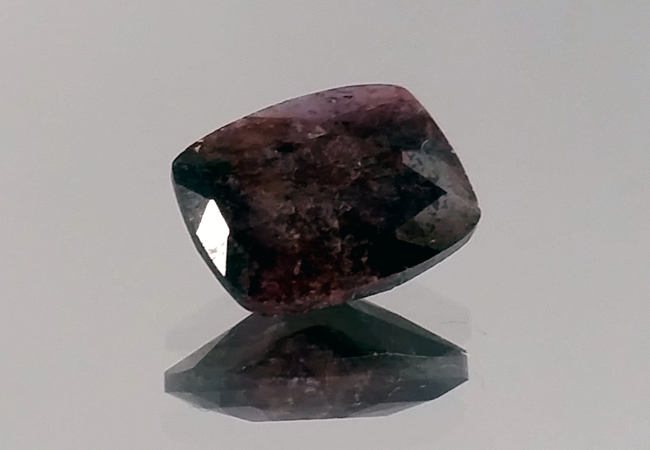
Geschliffener Gadolinit-(Y), 2.09 ct, aus USA

Als Erz hat Gadolinit trotz seines hohen Gehaltes an Seltenen Erden zwischen 38 und 50 Gewichts-% aufgrund seiner Seltenheit nur geringe Bedeutung. Er wird allerdings gelegentlich für Sammler in geschliffener Form angeboten.